# Municipalità di Mid Murray
La municipalità di Mid Murray è una Local Government Area che si trova in Australia Meridionale. Essa si estende su una superficie di 7.957 chilometri quadrati e ha una popolazione di 8.511 abitanti. La sede del consiglio si trova a Mannum.